# تفجيرات مدينة الجزائر 2007
وقعت تفجيرات مدينة الجزائر 2007 في 11 أبريل 2007 عندما انفجرت سيارتان مفخختان في العاصمة الجزائرية، الجزائر.
تم استهداف مقر رئيس الوزراء الجزائري بانفجار كبير أدى إلى مقتل وإصابة العديد من الأشخاص، وكان يمكن سماعه من بعد 10 كم. واستهدف انفجار آخر مركزًا للشرطة في الضاحية الشرقية من المدينة، وبالقرب من المطار الدولي.
أعلن تنظيم القاعدة مسؤوليته عن التفجيرات بعد وقوع الهجوم.

## تفاصيل وسياق التفجيرات
أسفر الهجوم الأول، الذي استهدف مكتب رئيس الوزراء، عن مقتل 12 شخصًا وإصابة 118 آخرين، وأسفر الهجوم الثاني، الذي استهدف مركز الشرطة في بلدية باب الزوار بمدينة الجزائر، عن مقتل 11 شخصًا وإصابة 44 آخرين.
أعلن تنظيم القاعدة في بلاد المغرب الإسلامي مسؤوليته عن الهجومين. وكانت تعرف هذه الجماعة رسميًا بالجماعة السلفيةللدعوة والقتال (GSPC).
عقد مجلس الأمن التابع للأمم المتحدة اجتماعًا رسميًا لإدانة الهجمات.

## وصلات خارجية
- Explosions rock Algerian capital
- In pictures: Algerian blasts (BBC)